# Sam Weiss
Samuel „Sam“ Weiss (auch Sammy Weiss, * 1. September 1910 in New York City; † 18. Dezember 1977) war ein amerikanischer Jazz- und Studiomusiker (Schlagzeug).
Sam Weiss, älterer Bruder des Jazzbassisten Sid Weiss, arbeitete ab den frühen 1930er-Jahren in New York mit (Jazz)musikern wie Gene Kardos (mit dem 1931 erste Aufnahmen entstanden), mit Louis Armstrong, Adrian Rollini, Wingy Manone, Miff Mole, Artie Shaw, Benny Goodman und Tommy Dorsey, außerdem bei Paul Whiteman, Louis Prima, Casper Reardon, Erskine Butterfield, Jan Savitt, Johnny Guarnieri, Claude Thornhill und Erskine Hawkins. Nach seinem Umzug nach Kalifornien im Jahr 1945 leitete Weiss ein eigenes Orchester und war als freischaffender Musiker tätig, u. a. mit Stars wie Billy Eckstine, Paula Watson („You Broke Your Promise“, #2 R&B-Charts 1949) und für das Fernsehen, so 1961 und 1964 in The Jack Benny Program. Der Diskograf Tom Lord listet seine Beteiligung zwischen 1931 und 1959 an 122 Aufnahmesessions.